# ブレイスブリッジ (オンタリオ州)
ブレイスブリッジ（英: Bracebridge）は、オンタリオ州のマスコーカ地域中心部に位置する人口1万3,751人の町。マスコーカ・コテージ・ビール（Muskoka Cottage Brewery）があることでも知られる。

## 歴史
町周辺には小さな滝が数多くあり、滝が流れるマスコーカ川を中心に町は作られ、1875年に町として発足した。

## 行政
マスコーカ地域の行政府があり、同地方の観光局がある。

## アトラクション
1955年に出来た子ども向けのテーマパーク、サンタ・ビレッジ（Santa's Village）がある。